# Коразанити, Альдо
А́льдо Коразани́ти (итал. Aldo Corasaniti; 9 ноября 1922, Сан-Состене — 1 ноября 2011, Рим) — итальянский юрист и политик.
В 1945 году окончил философский факультет Пизанского университета, а в 1949 году — юридический факультет Римского университета. В 1950 году он поступил на службу в судебную систему Италии. Занимал должности судьи первой инстанции в Генуе и Риме, затем работал в должности советника в Кассационном суде Италии, был председателем Апелляционного суда в Кальяри, после чего продолжил работу в генеральной прокуратуре при Кассационном суде.
В 1983 году назначен на должность конституционного судьи от Кассационного суда. В период с 1991 по 1992 год возглавлял Конституционный суд Италии. В 1991—1992 годах являлся членом Арбитражной комиссии по бывшей Югославии.
В 1994 году был избран независимым представителем в списке Прогрессивного альянса в Сенат Италии от региона Катандзаро, где до 1996 года являлся председателем Комиссии по конституционным вопросам.